# FK Smederevo
Az FK Smederevo (szerbül: Фудбалски клуб Смедерево) egy szerb labdarúgócsapat, székhelye Szendrő városában található. Jelenleg a szerb élvonalban szerepel.
A Sartid néven is ismert csapat a 2000-es években jegyezte legnagyobb sikereit, mely során egy alkalommal harmadik lett a szerb és montenegrói csapatok számára kiírt jugoszláv első osztályú pontvadászatban, majd 2003-ban megnyerte a Szerbia és Montenegró-i kupa döntőjét.

## Korábbi elnevezései
- 1924–1944: Sartid
- 1944–1946: Metalac Smederevo
- 1946–1949: Jedinstvo
- 1949–1952: ŽSD Smederevo
- 1952–1958: FK Smederevo
- 1958–1962: Budućnost Smederevo
- 1962–1967: FK Smederevo
- 1967–1976: Metalurg Smederevo
- 1976–1992: FK Smederevo
- 1992–2004: Sartid

2004 óta jelenlegi nevén szerepel.

## Sikerei
Jugoszlávia
- Bronzérmes

1 alkalommal (2002)
- Kupadöntős

1 alkalommal (2002)
Szerbia és Montenegró
- Kupagyőztes

1 alkalommal (2003)

## Eredményei

### Európaikupa-szereplés

#### Összesítve
| Kupa           | J  | GY | D | V | LG–KG |
| -------------- | -- | -- | - | - | ----- |
| UEFA-kupa      | 8  | 2  | 2 | 4 | 9–8   |
| Intertotó-kupa | 10 | 4  | 1 | 5 | 24–15 |
| Összesítve     | 18 | 6  | 3 | 9 | 33–23 |

#### Szezonális bontásban
| Idény     | Kupa           | Forduló    | Klub          | 1. mérk. | 2. mérk.   |
| --------- | -------------- | ---------- | ------------- | -------- | ---------- |
| 2001      | Intertotó-kupa | 1. forduló | Dundee        | 0–0      | 5–2        |
| 2001      | Intertotó-kupa | 2. forduló | 1860 München  | 1–3      | 2–3        |
| 2002–2003 | UEFA-kupa      | Selejtező  | Bangor City   | 0–1      | 2–0        |
| 2002–2003 | UEFA-kupa      | 1. forduló | Ipswich Town  | 1–1      | 0–1        |
| 2003–2004 | UEFA-kupa      | Selejtező  | FK Sarajevo   | 1–1      | 3–0        |
| 2003–2004 | UEFA-kupa      | 1. forduló | Slavia Praha  | 1–2      | 1–2        |
| 2004      | Intertotó-kupa | 1. forduló | Sant Julià    | 8–0      | 3–0        |
| 2004      | Intertotó-kupa | 2. forduló | Dinama Minszk | 2–1      | 2–3 (h.u.) |
| 2005      | Intertotó-kupa | 1. forduló | Pobeda        | 0–1      | 1–2        |

Megjegyzés: Csak az Európai Labdarúgó-szövetség (UEFA) által szervezett európai kupák eredményeit tartalmazza. Az eredmények minden esetben a Vojvodina szemszögéből értendőek, a félkövéren jelölt mérkőzéseket pályaválasztóként játszotta.

## Külső hivatkozások
- Hivatalos honlap Archiválva 2006. december 11-i dátummal a Wayback Machine-ben (szerbül)
- Adatlapja az uefa.com-on (angolul)